# Enercon E-40
L'aerogeneratore Enercon E-40, con 4.360 esemplari prodotti tra il 1992 e il 2005, di potenza 500-600 kW è attualmente il più diffuso modello di turbina a vento a livello mondiale. Veniva costruito dal produttore tedesco Enercon Gmbh, che per molti anni ancora si incaricherà dell'aggiornamento e manutenzione di questi generatori eolici.

## Storia
Il prototipo dell'aerogeneratore Enercon E-40 venne costruito nel 1992. Considerato come capostipite della seconda generazione di aerogeneratori ad asse orizzontale tri-pala è stato il primo caratterizzato dall'introduzione del sistema "gearless", ossia senza sistema di cambio marce tra il rotore delle pale e il rotore del generatore elettrico. Queste caratteristiche hanno aumentato la potenza generata e la sua affidabilità complessiva, riducendo la manutenzione. Da allora per l'Enercon-40 è iniziata la lenta conquista dei mercati mondiali.

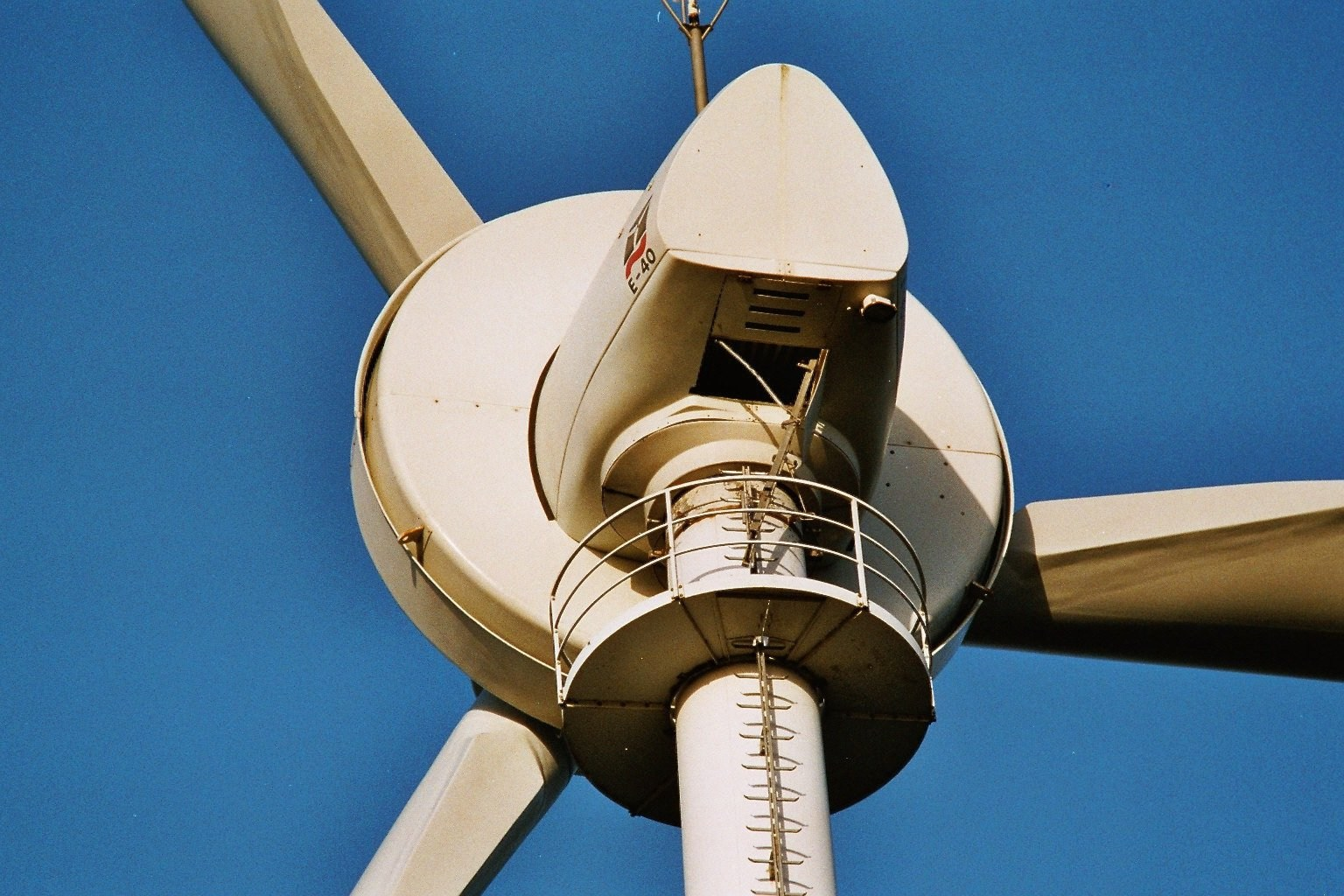
Gondola dell'aerogeneratore Enercon E-40

## Successori dell'Enercon E-40
I successori proposti dalla Enercon per questo modello, con pale di dimensioni simili, che possono essere installati sulle stesse torri, sono l'E-44 (da 900 kW) e l'E-48 (da 800 kW).